# برکنریج (کلرادو)
برکنریج (به انگلیسی: Breckenridge) شهری در ایالت کلرادو کشور ایالات متحده آمریکا است که جمعیت آن در سرشماری سال ۲۰۱۰ میلادی، ۴٬۵۴۰ نفر بوده‌است.